# Elisabetta del Liechtenstein
Elisabetta del Liechtenstein (Vienna, 13 novembre 1832 – Vienna, 14 marzo 1894) è stata principessa consorte di Salm-Reifferscheidt-Raitz dal 1888 al 1890, come moglie del principe Ugo Carlo.

## Biografia

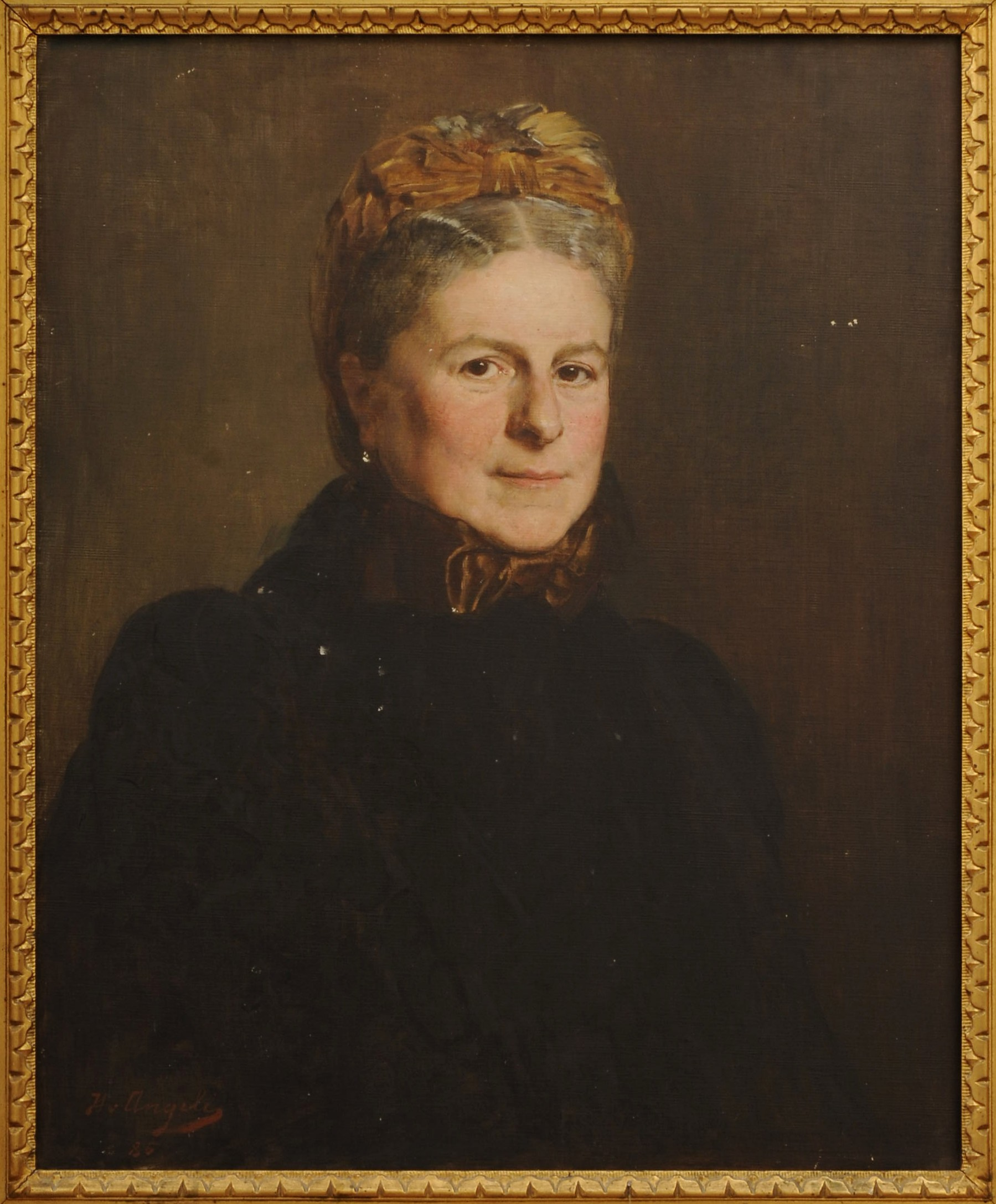
Elisabetta ritratta da von Angeli, 1885

La principessa Elisabetta nacque nel 1832 a Vienna, sesta tra i nove figli di Carlo Francesco e di Franzisca von Wrbna und Freudenthal.
Il 12 giugno 1858 sposò nella propria città natale il principe Ugo Carlo di Salm-Reifferscheidt-Raitz.
Morì il 14 marzo 1894 a 61 anni. Venne tumulata nel cimitero della famiglia di suo marito a Sloup.